# Szatmár

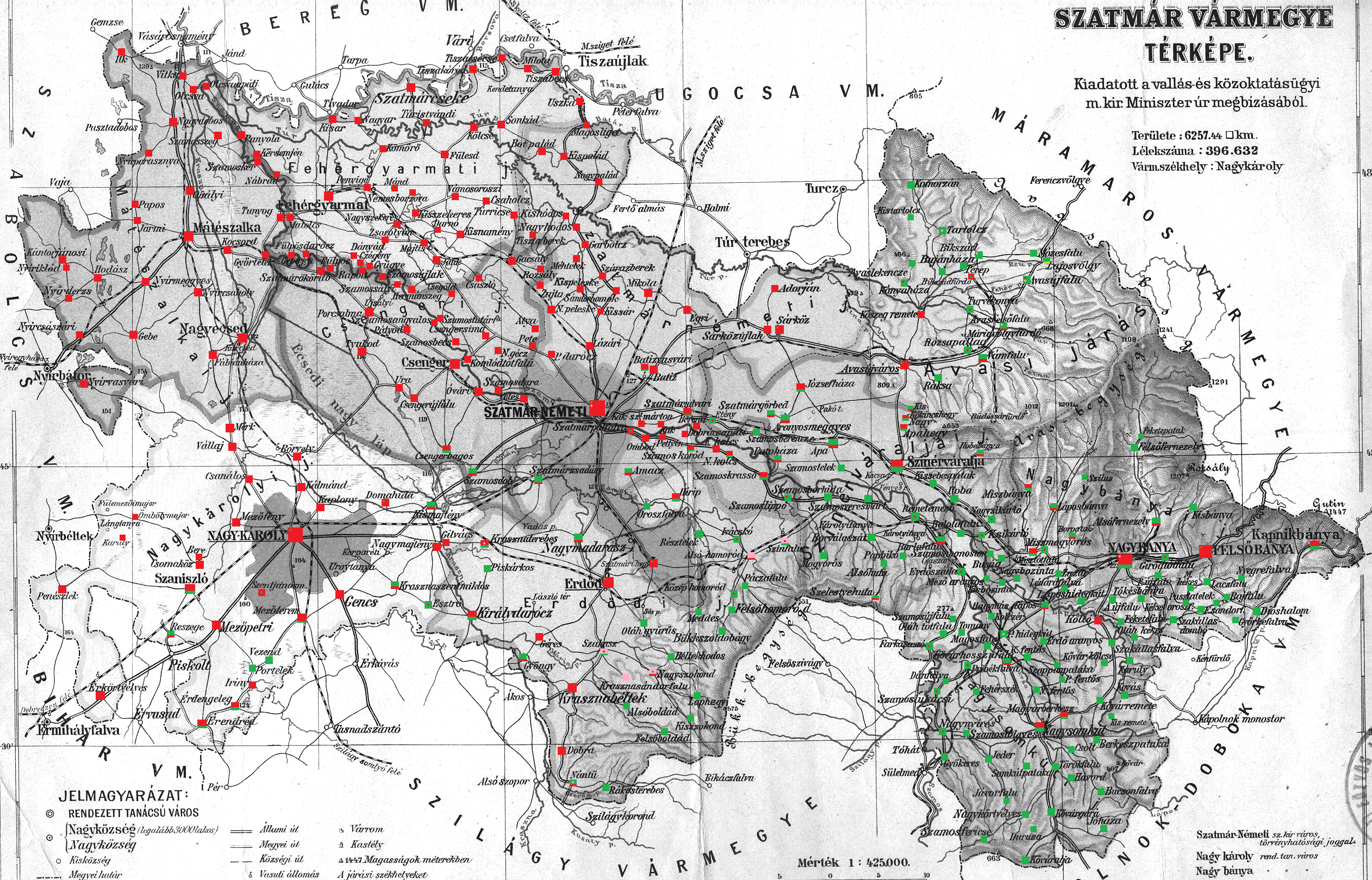
Etnische kaart 1910, groen=Roemeens en rood=Hongaars

Het comitaat Szatmár (Hongaars: Szatmár vármegye; Latijn: comitatus Szathmariensis) is een historisch Hongaars comitaat. Tegenwoordig ligt het comitaat voor ongeveer driekwart in Roemenië en één kwart in Hongarije; een klein deel ligt in Transkarpatië (Oekraïne), rondom het dorp Velyka Palad (Hongaars:Nagypalád). Het bestond tot 1918. De hoofdstad was Nagykároly, het huidige Carei.

## Ligging
Het comitaat grensde in het noorden aan het comitaat Bereg, in het noordoosten aan het comitaat Ugocsa, in het oosten aan Máramaros, in het zuidoosten aan Szolnok-Doboka, in het zuiden aan Szilágy en in het westen aan het comitaat Szabolcs. Het gebied ligt ten zuiden van de rivier de Theiss. Verder stroomt er de rivier de Someș.

## Deelgebieden
| Deelgebieden (járások)                      | Deelgebieden (járások)                |
| Deelgebied                                  | Hoofdstad                             |
| ------------------------------------------- | ------------------------------------- |
| Nagykároly                                  | Nagykároly, tegenwoordig Carei        |
| Szatmárnémeti                               | Szatmárnémeti, tegenwoordig Satu Mare |
| Csenger                                     | Csenger                               |
| Fehérgyarmat                                | Fehérgyarmat                          |
| Mátészalka                                  | Mátészalka                            |
| Szinérváralja                               | Szinérváralja, tegenwoordig Seini     |
| Nagybánya                                   | Nagybánya, tegenwoordig Baia Mare     |
| Nagysomkút                                  | Nagysomkút, tegenwoordig Șomcuta Mare |
| Erdőd                                       | Erdőd, tegenwoordig Ardud             |
| Vrije stad (törvényhatósági jogú város)     |                                       |
| Szatmárnémeti, tegenwoordig Satu Mare       |                                       |
| Stadtdistricten (rendezett tanácsú városok) |                                       |
| Nagykároly, tegenwoordig Carei              |                                       |
| Nagybánya, tegenwoordig Baia Mare           |                                       |
| Felsőbánya, tegenwoordig Baia Sprie         |                                       |

Carei, Satu Mare, Seini, Baia Mare, Șomcuta Mare, Ardud und Baia Sprie liggen in het huidige Roemenië, de overige gebieden in Hongarije en een heel klein deel in Oekraïne.